# The United Methodist Church
The United Methodist Church var ett brittiskt trossamfund mellan 1907 och 1932.
Det bildades 1907 genom samgående mellan Förenade Metodister, the Methodist New Connexion och Bible Christian Church. 
År 1932 gick the United Methodist Church i sin tur samman med the Wesleyan Methodist Church och the Society of the Primitive Methodists och bildade Brittiska Metodistkyrkan.